# CenturyLink Building
Le Lumen Technologies Building appelé anciennement CenturyLink Building ou Qwest Building est un gratte-ciel de bureaux de 127 mètres de hauteur construit à Minneapolis de 1930 à 1932. 
Il abrite des bureaux et un centre de télécommunications sur 26 étages, la société CenturyLink étant une entreprise de télécommunications. Il y a 755 fenêtres.
C'est le plus haut immeuble du centre d'affaires de Minneapolis à ne pas être directement connecté par une passerelle aérienne.
À l'origine l'immeuble mesurait seulement 101 mètres, mais une structure de télécommunications (antenne) de 21 mètres de hauteur a été ajoutée en 1958.
Son architecte est Rhodes Robertson de l'agence de Minneapolis Hewitt & Brown qui a conçu l'immeuble dans un style Art déco.
Le bâtiment incorpore la structure métallique d'un immeuble qui occupait sa place précédemment et qui a été en partie détruit.
L'immeuble a été classé au Registre national des lieux historiques en 1984.